# شركة دود وميد
شركة دود وميد (بالإنجليزية: Dodd, Mead and Company)‏ كانت رائدةً كإحدى دور النشر في الولايات المتحدة، ومقرها في مدينة نيويورك. وتواجدَت الشركة من 1839 وحتى 1990. أسسها موزس وودرف دود وجون تايلور سنة 1839 بهدف نشر الكتب الدينية.

## الكُتاب
كُتاب تعاونوا مع شركة دود وميد حسب التاريخ:
- إدوارد دير
- أميليا إديث هادلستون بر (1885-1911)
- دون بلاندنغ (1928-1955)
- ماكس براند
- آنا أليس شابين (سبتمبر 1912)
- أجاثا كريستي (1922-1976)
- ونستون تشرشل
- بول لورنس دنبار (1896-1914)

نورمان أ. فوكس (1911-1960)
- جورج و. جاكوبز
- تشارلز كينجسلي
- روس ماكدونالد
- روث بريان أوين (1935-1942)
- آرثر رانسوم (1907)
- فنسنت سكور (1974-1986)
- روبرت و. سيرفس (1911-1954)
- أنتوني ترولوب
- البارونة بيتينا فون هوتن زام ستولزنبرج